# Alamodome
El Alamodome es un estadio techado situado en la ciudad de San Antonio, Texas, en los Estados Unidos. Se terminó de construir en el año 1993 con un coste de 186 millones de dólares y tiene capacidad para 65 000 espectactadores.
Fue el estadio donde los San Antonio Spurs de la NBA disputó sus partidos como local entre 1993 y 2002. En las finales de 1999, los Spurs jugaron sus ante 39 500 espectadores. Además albergó el All-Star Game de la NBA 1996, el Final Four del Campeonato de la NCAA Masculino se jugó allí en 1998, 2004 y 2008, y el Campeonato de la NCAA Femenino en 2002 y 2010.
En cuanto a fútbol americano universitario, el Alamo Bowl se juega en el Alamodome desde 1993, y el U.S. Army All-American Bowl desde 2002. La final de la Big 12 Conference se realizó allí en 1997, 1999 y 2007. Los UTSA Roadrunners disputan sus partidos como local allí desde 2011. El Alamodome también alberga numerosos partidos de fútbol americano de secundaria.
Además, la National Football League realizó allí seis partidos de pretemporada entre 1993 y 2001, en su mayoría con los Houston Oilers como local y dos de ellos ante los Dallas Cowboys. Los New Orleans Saints jugaron allí tres partidos como local en 2005, debido a que el huracán Katrina dañó el Superdome.

## Récords de asistencia
Lista de los 10 acontecimientos deportivos con más espectadores: (hasta diciembre de 2007):
| Ranking | Espectadores | Evento                                             | Fecha          |
| ------- | ------------ | -------------------------------------------------- | -------------- |
| 1       | 66 166       | 2007 Alamo Bowl (Penn State vs. Texas A&M)         | 29 Dic., 2007  |
| 2       | 65 875       | 2006 Alamo Bowl (Texas vs. Iowa)                   | 30 dic., 2006  |
| 3       | 65 562       | Atlanta Falcons vs. New Orleans Saints (NFL, 2005) | 16 Oct., 2005  |
| 4       | 65 380       | 1999 Alamo Bowl (Penn State vs. Texas A&M)         | 28 Dic., 1999  |
| 5       | 65 265       | 2004 Alamo Bowl (Oklahoma State vs. Ohio State)    | 29 Dic., 2004  |
| 6       | 65 232       | 2001 Alamo Bowl (Iowa vs. Texas Tech)              | 29 Dic., 2001  |
| 7       | 65 035       | 1999 Final de la Big 12 (Texas vs. Nebraska )      | 4 Dic., 1999   |
| 8       | 64 824       | 1997 Final de la Big 12 (Texas A&M vs. Nebraska)   | 6 Dic., 1997   |
| 9       | 64 597       | 1995 Alamo Bowl (Michigan vs. Texas A&M)           | 28 Dic., 1995  |
| 10      | 64 583       | 2006 Corps Classic (Texas A&M vs. Army)            | 16 Sept., 2006 |